# Sprengel Osnabrück
Der Sprengel Osnabrück (bis 1957: Sprengel Osnabrück-Diepholz) ist einer von sechs – nicht selbständigen – Unterbezirken der Evangelisch-lutherischen Landeskirche Hannovers. Das Gebiet entspricht in etwa dem der Landkreise Diepholz, Nienburg (teilweise), Osnabrück und der kreisfreien Stadt Osnabrück.

## Untergliederung
Der Sprengel Osnabrück ist seit der Strukturreform durch die Landessynode ab 1. Juli 2007 in die Kirchenkreise Bramsche, Melle-Georgsmarienhütte (entstanden 2013 durch die Zusammenlegung der beiden Kirchenkreise Melle und Georgsmarienhütte), Grafschaft Diepholz, Osnabrück und – neu – den früher zum Sprengel Calenberg-Hoya gehörige Kirchenkreis Syke-Hoya untergliedert. Der Kirchenkreis Emsland-Bentheim wurde zum Sprengel Ostfriesland-Ems ausgegliedert.
Die fünf Kirchenkreise untergliedern sich in 114 Kirchengemeinden, die von 166 Pastorinnen und Pastoren betreut werden. Im Sprengelgebiet wohnen etwa eine Million Menschen, von denen 304.000 zur evangelisch-lutherischen Kirche gehören.

## Räumliche Lage innerhalb der Evangelischen Kirchen in Norddeutschland
Der Sprengel Osnabrück liegt im Westen der Evangelisch-Lutherischen Landeskirche Hannovers. Er grenzt im Süden an das Gebiet der Evangelischen Kirche von Westfalen, im Westen an den Sprengel Ostfriesland-Ems und die Evangelisch-Lutherische Kirche in Oldenburg, im Norden an die Bremische Evangelische Kirche, und im Osten an die Sprengel Hannover und Stade.

## Geschichte
Das Hochstift Osnabrück geriet zu Beginn des 16. Jahrhunderts unter den Einfluss reformatorischer Gedanken und Bestrebungen. In der Stadt Osnabrück wurden um 1530 die beiden alten Pfarrkirche lutherisch, die beiden Stiftskirchen katholisch. Mit Sorge betrachtete man allerdings die Ereignisse und Entwicklungen um das Täuferreich von Münster, in dem zunächst sehr radikale Reformen durchgesetzt wurden und das 1534 – nach einer Verschärfung der Lage in der Stadt Münster – von seinen Gegnern niedergeschlagen wurde. Im Jahre 1540 nahm der Rat der Stadt Osnabrück mit Zustimmung des Bischofs Franz von Waldeck die kirchliche Ordnung in seine Hand. Reformator von Osnabrück wurde Hermann Bonnus (1504–1548), der 1543 die reformatorische Kirchenordnung im Stift Osnabrück verfasste.
Nach dem Augsburger Religionsfrieden 1555 zwang das Hochstift Osnabrück als einziger Reichsstand seine Einwohner nicht zum darin vorgesehenen Bekenntnis des Landesherrn („cuius regio, eius religio“). So war die Kirche des einen Dorfes katholisch, die des anderen lutherisch. Nicht ohne Selbstironie sagen die Osnabrücker noch heute von sich, dass in ihrer Stadt jeder Pflasterstein entweder lutherisch oder katholisch sei. Wohl in der Kirchengeschichte einzigartig ist, dass von 1652 bis 1803 auf dem bischöflichen Stuhl in Osnabrück sich immer ein lutherischer und ein katholischer Bischof abwechselten.

## Landessuperintendentur

### Leitung
Die Leitung des Sprengels liegt bei der Landessuperintendentur in Osnabrück, Bismarckstraße 8. Von hier aus werden bischöfliche Aufgaben wahrgenommen, die von der Bischofskanzlei in Hannover alleine schon aus Entfernungsgründen delegiert werden. Amtsinhaber der Landessuperintendentur werden darum auch oft „Regionalbischöfe“ genannt. Ihre Predigtkirche ist die St.-Marien-Kirche in Osnabrück.
Das Haus kirchlicher Dienste der Landeskirche übernimmt Aufgaben der Verwaltung für die Landessuperintendentur.
Die Amtsinhaber der sechs hannoverschen Landessuperintendenturen bilden zusammen mit dem Landesbischof bzw. mit der Landesbischöfin den Bischofsrat der Landeskirche.

### Landessuperintendenten
- 1936–1954: Heinrich Brandt
- 1954–1956: Adolf Wischmann
- 1956–1970: Kurt Degener
- 1970–1982: Kurt Schmidt-Clausen
- 1982–1995: Gottfried Sprondel
- 1995–1997: Dieter Zinßer
- 1998–2007: Doris Janssen-Reschke
- 2007–2014: Burghard Krause
- 2015–2020: Birgit Klostermeier

### Regionalbischöfe
- seit 2021: Friedrich Selter

## Sprengelbeirat
Dem Landessuperintendenten steht der Sprengelbeirat zur Seite, dessen Mitglieder aus allen Kirchenkreisen des Sprengels stammen.

## Ephorenkonferenz
Die leitenden Geistlichen der fünf Kirchenkreise, die Superintendenten, bilden den Ephorenkonferenz des Sprengels. Einer dieser Amtsinhaber ist zugleich Stellvertreter des Landessuperintendenten.

## Sprengeldienste und Einrichtungen
Der Sprengel Osnabrück bietet den Gemeinden und Gemeindegliedern seines Gebietes mannigfache Dienste an:
- Amt für Bau- und Kunstpflege
- Haus kirchlicher Dienste (Sprengelbüro) mit:
  - Frauenwerk,
  - Jugenddienst,
  - Kirchlicher Dienst auf dem Lande,
  - Kirchlicher Dienst in der Arbeitswelt,
  - Männerarbeit,
  - Kirchlicher Dienst in Freizeit, Erholung und Tourismus
- Evangelische Erwachsenenbildung Region Osnabrück
- Gottesdienst und Kirchenmusik
- Kindertagesstätten-Fachberatung
- Kirchenpädagogik
- Lektoren und Prädikanten
- Notfall-Seelsorge
- Pastoralpsychologischer Dienst
- Posaunenarbeit
- Studierendengemeinde

## Sprengel-Mitglieder in der Landessynode
Dem höchsten parlamentarischen Gremium des hannoverschen Landeskirche, der Landessynode, gehören aus dem Sprengel Osnabrück folgende Mitglieder an (* = ordinierte Mitglieder, ** = nichtordinierte kirchliche Mitarbeitende):
1. Friederike Dauer
2. Albert Gerling-Jacobi*
3. Imke Guse
4. Fritz Hasselhorn (berufen)
5. Hildegard Holtorf
6. Knut Laemmerhirt
7. Sabine Freifrau von Richthofen
8. Jörg-Michael Schröder*
9. Rita Steinbreder**
10. Martin Steinke*